# Парламентский холм
Парламентский холм (англ. Parliament Hill, фр. Colline du Parlement, разговорное название — Холм, англ. The Hill) — архитектурный комплекс в Оттаве, где заседает высший законодательный орган Канады.
В центральном здании расположен «красный зал» заседаний Сената и «зелёный зал» Палаты общин. В круглом здании над Оттава-рекой расположена Библиотека Парламента, в западном и восточном блоках — вспомогательные конторы сенаторов и других членов Парламента.
Здания парламента в стиле неоготики из серых гранитных глыб крытых позеленевшими медными пластинами создают впечатление, что они построены одновременно с английским парламентом. На самом деле возведены эти сооружения в 1922 году. Первоначальный центральный блок построен в начале 1860-х годов, но он был разрушен огнём 3 февраля 1916 года. Из старых основных зданий уцелело лишь здание Библиотеки парламента. Все остальные здания необходимо было выстроить заново, что и было сделано в начале 1920-х годов. По обе стороны от Центрального блока расположены Восточный и Западный блоки, построенные в период с 1859 по 1895 год. Башня Мира — самая высокая часть парламентского комплекса — это памятник канадцам, погибшим на полях сражений в Европе в Первую мировую войну. Она была сооружена взамен уничтоженной пламенем пожара Башни Виктории.
Наиболее просторное среди всех парламентских помещений — зал Конфедерации, или Зал двухсот, по числу депутатов парламента. В Мемориальной палате парламента на особом постаменте лежит объемистая книга. В ней записаны имена всех канадцев, погибших в Европе на полях Первой и Второй мировых войн.
На парламентской площади в окружении гербов канадских провинций горит Вечный огонь — символ единства страны. По утрам на Парламентском холме происходит церемония смены караула, привлекающая зрителей. Недалеко от здания парламента, на Веллингтон-стрит, находится национальный пресс-клуб. Сюда приходят журналисты, обозреватели национальных телекорпораций CBC и CTV, корреспонденты зарубежных газет и журналов. Здесь можно узнать самые последние новости, принять участие в политических дискуссиях.
- Королева Виктория
- Роберт Болдуин и Сэр Луи-Ипполит Лафонтен
- Королева Елизавета II
- Знаменитая пятерка (часть)
- Роберт Борден
- Парламентский холм (вид из Гатино)